# Voice of Europe
'Voice of Europe' (Nederlands: Stem van Europa) is een alternatief nieuwsportaal gevestigd in Nederland en later in Tsjechië dat volgens berichtgeving in de Europese pers in maart 2024, gebaseerd op informatie van de Tsjechische geheime dienst, dient als medium voor Russische propaganda, misinformatie en beïnvloeding. Er worden bijvoorbeeld artikelen gepubliceerd waarin kritiek wordt geleverd op de steun aan Oekraïne voor zijn verdediging tegen de Russische invasie. Ook werden en worden er interviews gehouden met veel rechtse en extreemrechtse politici. Volgens bronnen die in verbinding staan met de inlichtingendienst, zouden verschillende kandidaten voor de Europese verkiezingen van 2024 verborgen contante betalingen hebben ontvangen met de bedoeling het Russisch standpunt positief voor te stellen.

## Eerste jaren
Het 'Voice of Europe' internetportaal bestond tussen 2017 en 2019 en werd toen technisch beheerd vanuit het Nederlandse Dronten. Er zou vanuit Nederland ook een ondernemer bij zijn betrokken die was gelieerd aan politicus Thierry Baudet, leider van het Forum voor Democratie. Baudet wilde een referendum organiseren waarin het associatieverdrag tussen de Europese Unie en Oekraïne ter discussie werd gesteld. Ook voormalig PVV-lijsttrekker voor het Europees Parlement en sinds 2022 FvD-Europarlementariër Marcel de Graaff, werd in verband gebracht met de beïnvloedingscampagne. Een Nederlandse investeerder, met een leidinggevende baan bij een overheidsdienst op Schiphol, werd het als een business opportunity aanbevolen waarop ze met  twee andere Nederlanders (w.o. Erik de Vlieger) het internetportaal liet opzetten. 
In 2018 gaf Partij voor de Vrijheid voorman Geert Wilders een interview waarin hij zei 'met grote bewondering' te kijken naar het 'waardevolle en unieke werk’ van de website en er veel inzichten vandaan te halen. Wilders typeerde VoE daar als 'tegengif voor de indoctrinatie van fake media.’ Ook de Belgische politicus Filip De Winter en het Europees Parlementslid Tom Vandendriessche gaven een interview maar er is geen aanwijzing dat mensen van het Vlaams Belang geld van het mediakanaal of personen er omheen kregen. Volgens journalisten van het Nederlandse opinieweekblad De Groene Amsterdammer is Voice of Europe in de categorie desinformatie in te delen: het neemt veelvuldig berichten uit Europese media over in andere bewoordingen en een veranderde context die stelselmatig negatief is voor migranten, de Europese Unie en liberale politici. Berichtgeving over Wilders en andere (extreem-- of radicaal) rechts-populistische politici wordt stelselmatig in een lovende schrijfstijl verpakt.
Voice of Europe had in september 2018 zo’n 250.000 bezoekers per maand.

### Verspreiding via Russische Twitteraccounts
Een Amerikaans onderzoeksteam, Hamilton 68, observeerde dat Russische Twitter-accounts die in verbinding kunnen worden gebracht met het Kremlin, de berichten van Voice of Europe verder verspreiden. Dat leverde het interview met Wilders in korte tijd 1462 ‘retweets’ en ruim 2500 ‘likes’ op.

## Relaunch in 2023
In 2023 werd 'Voice of Europe' opnieuw gelanceerd en het had toen een adres vlak bij het Wenceslasplein in Praag. In maart 2024 nam de Poolse zakenman Jacek Jakubczyk alle aandelen van het bedrijf over.
Er werden onder meer artikelen uit andere media opgenomen, met name van Compact en Unser Mitteleuropa en Deutschland-Kurier. Naast stukken in het Duits, verschenen er artikelen in het Engels en veertien andere talen.
Oligarch Viktor Medvedtsjoek, een vertrouweling van het Kremlin, zou het project hebben gefinancierd. Artem Martschewskyj was verantwoordelijk voor operationele zaken. Er werden interviews gehouden met politici uit het rechtse en extreemrechtse spectrum, waaronder Geert Wilders, Filip Dewinter, Tommy Robinson en Ann Coulter. In Duitsland werden politici van de radicaal-rechtse politieke partij AfD, waaronder Maximilian Krah en Petr Bystron, uitgenodigd voor gesprekken in Praag. In een reactie zei Medvetsjoek dat het gaat om een "heksenjacht tegen politici die voor vrede pleiten, wat perfect overeenkomt met wat Zelensky (de Oekraïense president, red.) aan het doen is sinds 2019" en "De beschuldigingen van sommige Europese politici tegen ons dat we zouden werken voor Moskou zijn totaal absurd."
Aan de interviews waren ook betalingen verbonden, zo meldt de Slowaakse krant Deník N. Naar verluidt werden enkele honderdduizenden euro's contant in Praag overhandigd of betaald in de vorm van cryptogeld. De begunstigden van de betalingen waren politieke figuren uit Duitsland, België, Frankrijk, Hongarije, Nederland en Polen. De Duitse AfD politicus Maximilian Krah, die zitting heeft in het Europees Parlement staat onder deze verdenking, zijn collega Petr Bystron die kandidaat staat en de Nederlandse Europarlementariër Marcel de Graaff (Forum voor Democratie).

## Onthulling en sancties
Verschillende Europese geheime diensten waren betrokken bij het ontmaskeren van de propagandaoperatie. Er werden huiszoekingen uitgevoerd door de Poolse interne geheime diensten in Warschau en Tychy, waarbij 84.000 euro aan contant geld in beslag werd genomen.
Op 27 maart 2024 plaatste de Tsjechische regering van premier Petr Fiala Voice of Europe en operators Viktor Medvedtsjoek en Artem Marchevskyj op de sanctielijst omdat zij "twijfelen aan de territoriale integriteit, soevereiniteit en vrijheid van Oekraïne". De bijbehorende website werd korte tijd uit de lucht gehaald. In mei 2024 legde ook de Europese Unie sancties op aan Voice of Europe en de twee mannen achter de website. Voice of Europe zou actief desinformatie over Oekraïne verspreiden en „onjuiste pro-Kremlin narratieven” verspreiden. Voice of Europe laat op de site weten de sancties te veroordelen, en spreekt van een aanval op de vrijheid van meningsuiting.

In mei 2024 deed de Belgische politie drie invallen bij een medewerker van De Graaff, op zoek naar bewijs voor beïnvloeding door Rusland en het verspreiden van Russische propaganda via het platform. De medewerker was eerder assistent van europarlementariër Maximilian Krah, van de Duitse rechtsextreme Alternative für Deutschland en lid van het Franse Rassemblement National, de radicaal-rechtse partij van Marine Le Pen.